# World Games 2017/Teilnehmer (Slowenien)
| Gelbes Symbol für Goldmedaillen mit stilisierten Olympischen Ringen | Graues Symbol für Silbermedaillen mit stilisierten Olympischen Ringen | Braundes Symbol für Bronzemedaillen mit stilisierten Olympischen Ringen |
| ------------------------------------------------------------------- | --------------------------------------------------------------------- | ----------------------------------------------------------------------- |
| —                                                                   | 4                                                                     | 2                                                                       |

Slowenien nahm in Breslau an den World Games 2017 teil. Die Delegation bestand aus 16 Athleten.

## Medaillengewinner

### Silber
| Name                       | Sportart          | Wettkampf              |
| -------------------------- | ----------------- | ---------------------- |
| Janja Garnbret             | Sportklettern     | Schwierigkeitsklettern |
| Patricija Delač Sara Besal | Jiu Jitsu         | Duo                    |
| Toja Ellison               | Feldbogenschießen | Compoundbogen          |
| Anze Petric                | Boules            | Schießspiel            |

### Bronze
| Name           | Sportart  | Wettkampf              |
| -------------- | --------- | ---------------------- |
| Benjamin Lah   | Jiu Jitsu | 94 kg Fighting         |
| Laura Skoberne | Boules    | Präzisions-Schießspiel |

## Teilnehmer nach Sportarten

### Boules
| Athleten       | Wettbewerb             | Qualifikation | Qualifikation | Halbfinale | Halbfinale | Finale   | Finale   | Rang   |
| Athleten       | Wettbewerb             | Punkte        | Rang          | Gegner     | Ergebnis   | Punkte   | Rang     | Rang   |
| -------------- | ---------------------- | ------------- | ------------- | ---------- | ---------- | -------- | -------- | ------ |
| Frauen         |                        |               |               |            |            |          |          |        |
| Laura Skoberne | Präzisions-Schießspiel | 17            | 4             | –          | –          | 10       | 3        | Bronze |
| Nina Volcina   | Schießspiel            | 67            | 4             | abgesagt   | abgesagt   | abgesagt | abgesagt | 4      |
| Männer         |                        |               |               |            |            |          |          |        |
| Anže Petrič    | Schießspiel            | 84            | 2             | abgesagt   | abgesagt   | abgesagt | abgesagt | Silber |

### Feldbogenschießen
| Athleten     | Wettbewerb    | Qualifikation | Qualifikation | Exhibition Match | Exhibition Match | Ausscheidungsrunde | Ausscheidungsrunde | Achtelfinale     | Achtelfinale  | Viertelfinale        | Viertelfinale | Halbfinale     | Halbfinale    | Finale/Platz 3           | Finale/Platz 3 | Rang          |
| Athleten     | Wettbewerb    | Ringe         | Rang          | Gegner           | Ergebnis         | Gegner             | Ergebnis           | Gegner           | Ergebnis      | Gegner               | Ergebnis      | Gegner         | Ergebnis      | Gegner                   | Ergebnis       | Rang          |
| ------------ | ------------- | ------------- | ------------- | ---------------- | ---------------- | ------------------ | ------------------ | ---------------- | ------------- | -------------------- | ------------- | -------------- | ------------- | ------------------------ | -------------- | ------------- |
| Frauen       |               |               |               |                  |                  |                    |                    |                  |               |                      |               |                |               |                          |                |               |
| Tina Gutman  | Blankbogen    | 308           | 2             | Cinzia Noziglia  | 68:74            | –                  | –                  | –                | –             | –                    | –             | Lina Björklund | 48:47         | Platz 3: Martina Macková | 41:51          | 4             |
| Toja Ellison | Compoundbogen | 696           | 6             | –                | –                | –                  | –                  | Marcella Tonioli | 143:142       | Linda Ochoa-Anderson | 147:146       | Christie Colin | 140:135       | Sara Lopez               | 144:147        | Silber        |
| Ana Umer     | Recurvebogen  | 356           | 3             | –                | –                | Jessica Tomasi     | 76:79              | ausgeschieden    | ausgeschieden | ausgeschieden        | ausgeschieden | ausgeschieden  | ausgeschieden | ausgeschieden            | ausgeschieden  | ausgeschieden |

### Jiu Jitsu
| Athleten                   | Wettbewerb     | Vorrunde                     | Vorrunde | Vorrunde                             | Vorrunde | Halbfinale                               | Halbfinale | Finale / Platz 3                      | Finale / Platz 3 | Rang   |
| Athleten                   | Wettbewerb     | Gegner                       | Ergebnis | Gegner                               | Ergebnis | Gegner                                   | Ergebnis   | Gegner                                | Ergebnis         | Rang   |
| -------------------------- | -------------- | ---------------------------- | -------- | ------------------------------------ | -------- | ---------------------------------------- | ---------- | ------------------------------------- | ---------------- | ------ |
| Frauen                     |                |                              |          |                                      |          |                                          |            |                                       |                  |        |
| Patricija Delač Sara Besal | Duo            | Blanca Birn / Annalena Sturm | 90:88,5  | Đào Lê Thu Trang / Đào Thị Như Quỳnh | 86:73,5  | Suphawadee Kaeosrasaen / Kunsatri Kumroi | 89:82,5    | Mirneta Becirovic / Mirnesa Becirovic | 92:99            | Silber |
| Männer                     |                |                              |          |                                      |          |                                          |            |                                       |                  |        |
| Tim Toplak                 | 69 kg Fighting | Pavel Korzhavykh             | 0:50     | Rayan Proag                          | 14:0     | Boy Vogelzang                            | 2:8        | Platz 3: Eduardo Gutierrez Cortes     | 3:6              | 4      |
| Benjamin Lah               | 94 kg Fighting | Melvin Schol                 | 25:12    | Mathias Willard                      | 12:12    | Tomasz Szewczak                          | 9:11       | Mathias Willard                       | 10:0             | Bronze |

### Muay Thai
| Athleten  | Wettbewerb | Viertelfinale   | Viertelfinale | Halbfinale    | Halbfinale    | Finale        | Finale        | Rang          |
| Athleten  | Wettbewerb | Gegner          | Ergebnis      | Gegner        | Ergebnis      | Gegner        | Ergebnis      | Rang          |
| --------- | ---------- | --------------- | ------------- | ------------- | ------------- | ------------- | ------------- | ------------- |
| Männer    |            |                 |               |               |               |               |               |               |
| Rok Erste | 91 kg      | Oleh Pryimachov | RSC-OC        | ausgeschieden | ausgeschieden | ausgeschieden | ausgeschieden | ausgeschieden |

RSC-OC =Referee Stopping Contest - Out Class in Round 1

### Sportklettern
| Athleten       | Wettbewerb             | Qualifikation | Qualifikation | Finale   | Finale | Rang |
| Athleten       | Wettbewerb             | Ergebnis      | Rang          | Ergebnis | Rang   | Rang |
| -------------- | ---------------------- | ------------- | ------------- | -------- | ------ | ---- |
| Frauen         |                        |               |               |          |        |      |
| Mina Markovič  | Schwierigkeitsklettern | 8,00          | 8             | 7,00     | 7      | 7    |
| Janja Garnbret | Schwierigkeitsklettern | 4,00          | 3             | 2,00     | 2      | 2    |
| Männer         |                        |               |               |          |        |      |
| Domen Škofic   | Schwierigkeitsklettern | 4,00          | 4             | 5,00     | 5      | 5    |

### Tanzen

#### Rock ’n’ Roll
| Athleten               | 1. Runde | 1. Runde | Hoffnungsrunde | Hoffnungsrunde | Halbfinale | Halbfinale | Finale        | Finale        | Rang |
| Athleten               | Punkte   | Rang     | Punkte         | Rang           | Punkte     | Rang       | Punkte        | Rang          | Rang |
| ---------------------- | -------- | -------- | -------------- | -------------- | ---------- | ---------- | ------------- | ------------- | ---- |
| Paar                   |          |          |                |                |            |            |               |               |      |
| Franci Pevc$Tina Rabič | 27,90    | 11       | 28,09          | 7              | 76,64      | 9          | ausgeschieden | ausgeschieden | 9    |